# 顺电

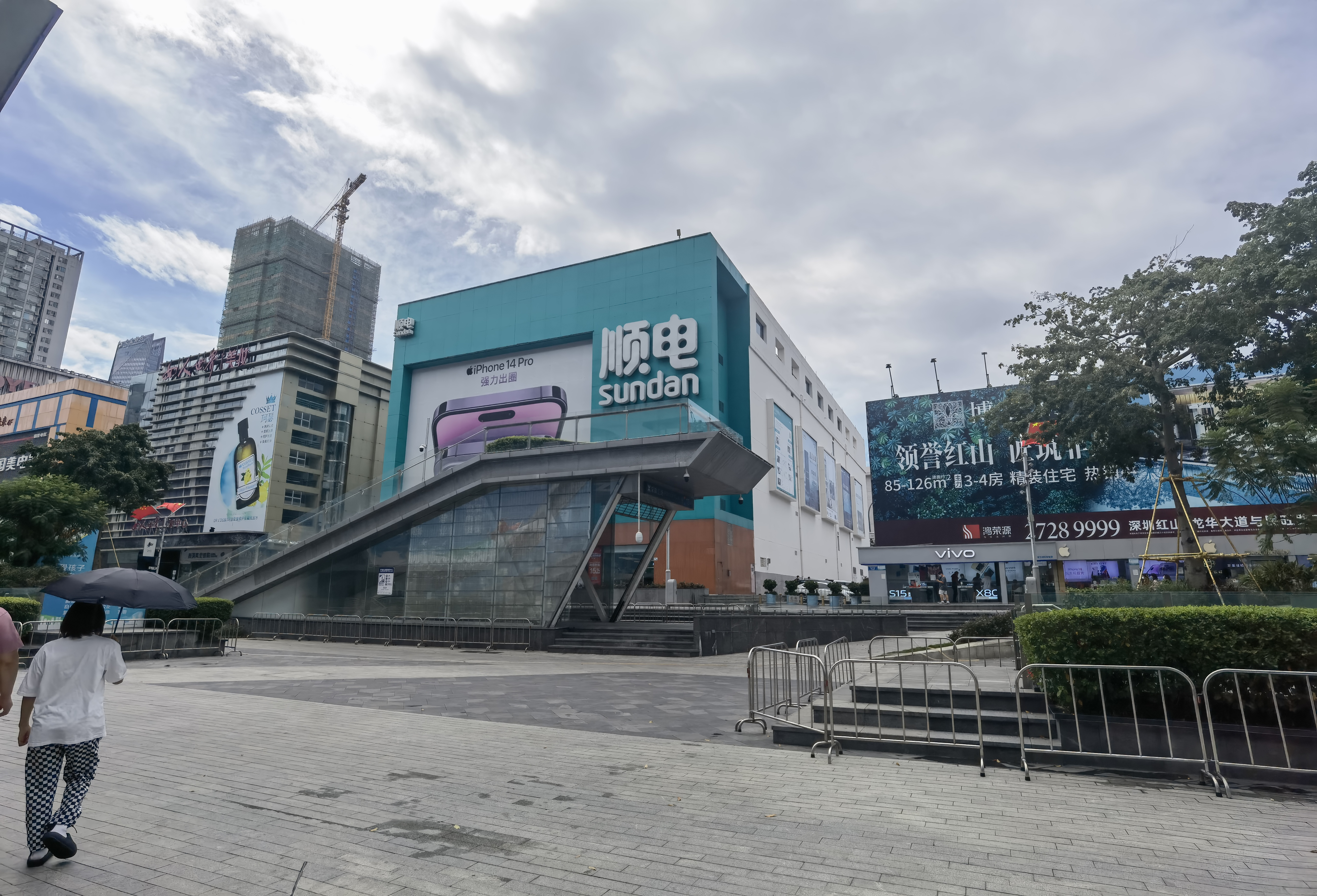
顺电华强北总店，是顺电的发源地，也是公司注册地

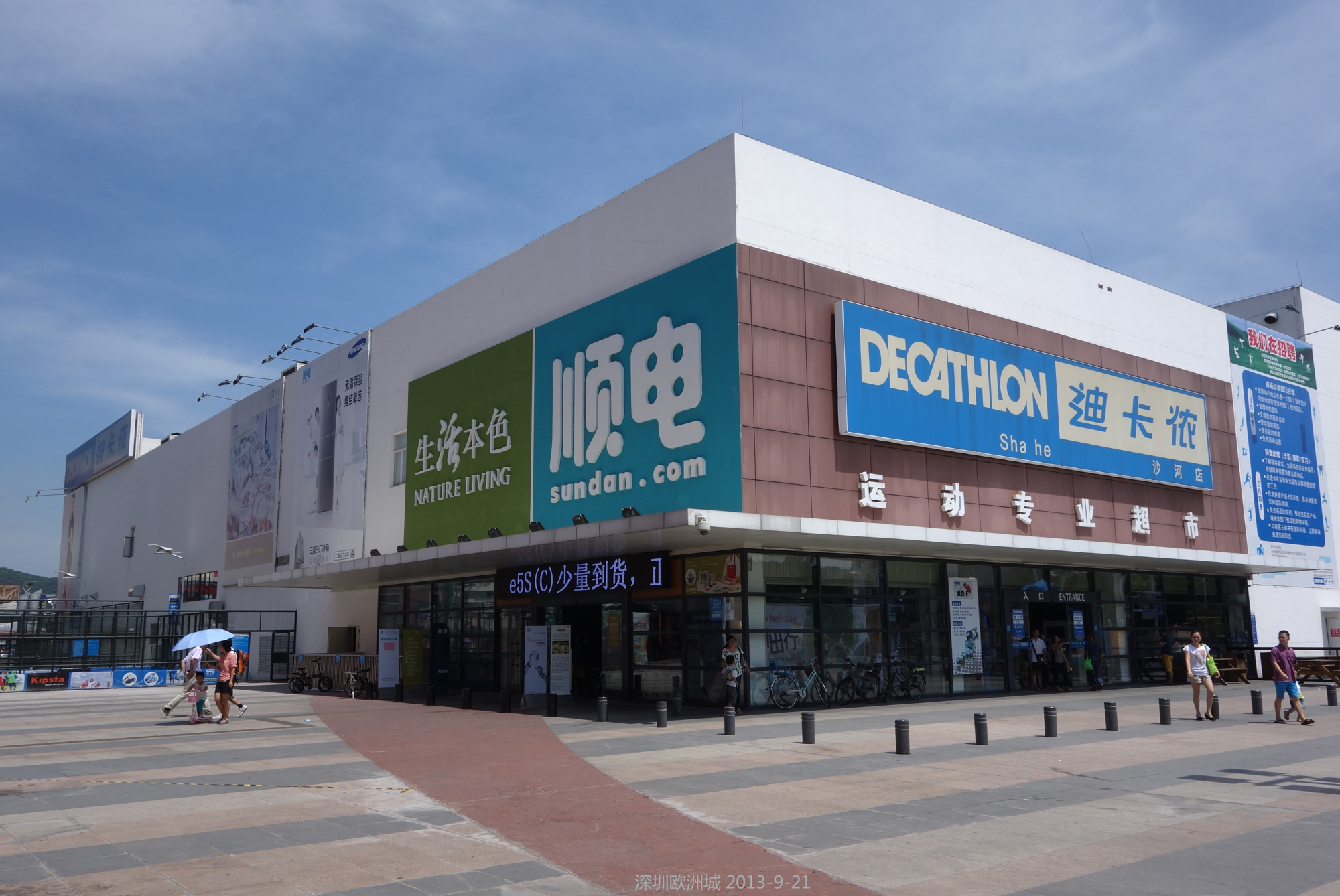
顺电南山欧洲城店

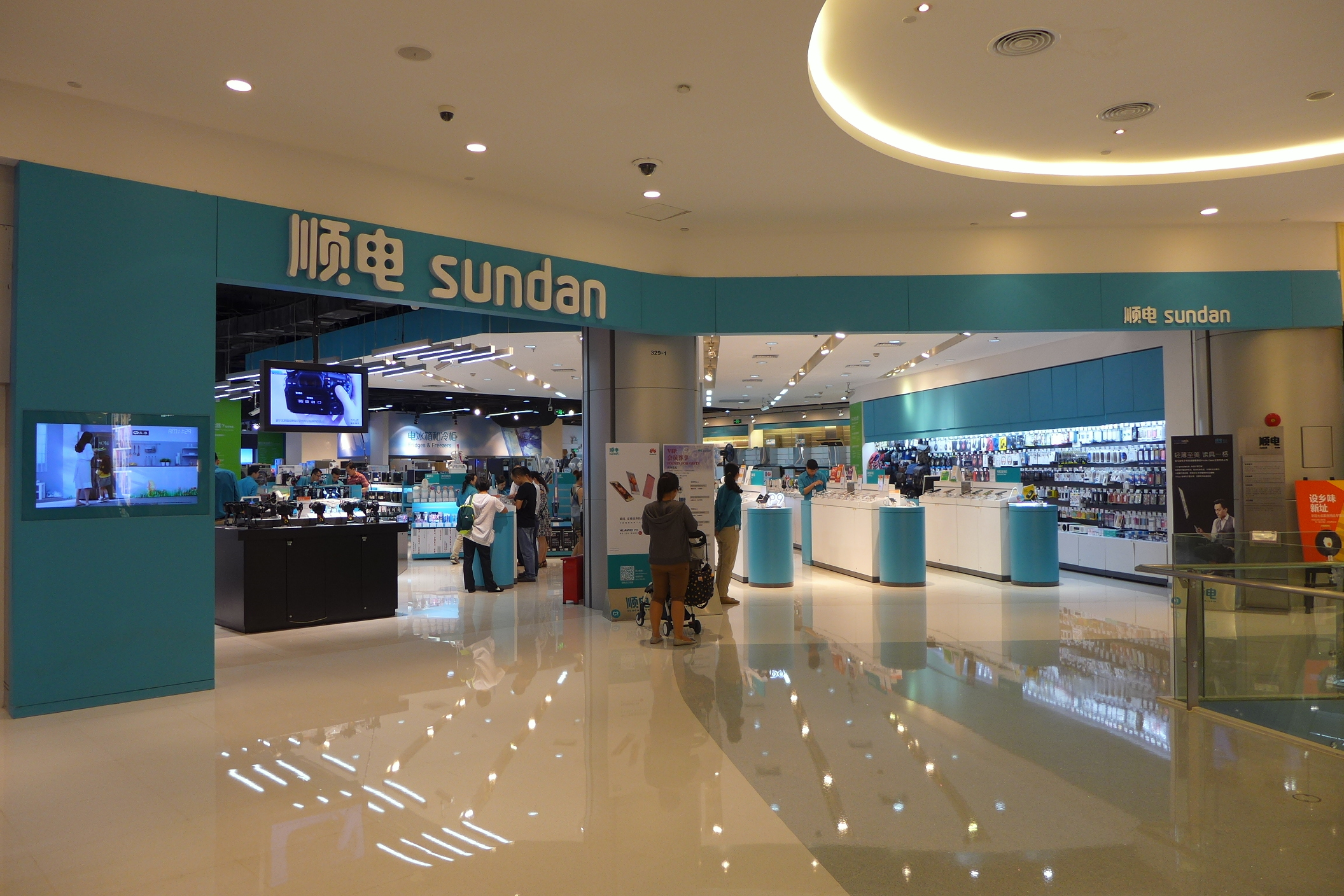
顺电於深圳市海岸城購物中心分店

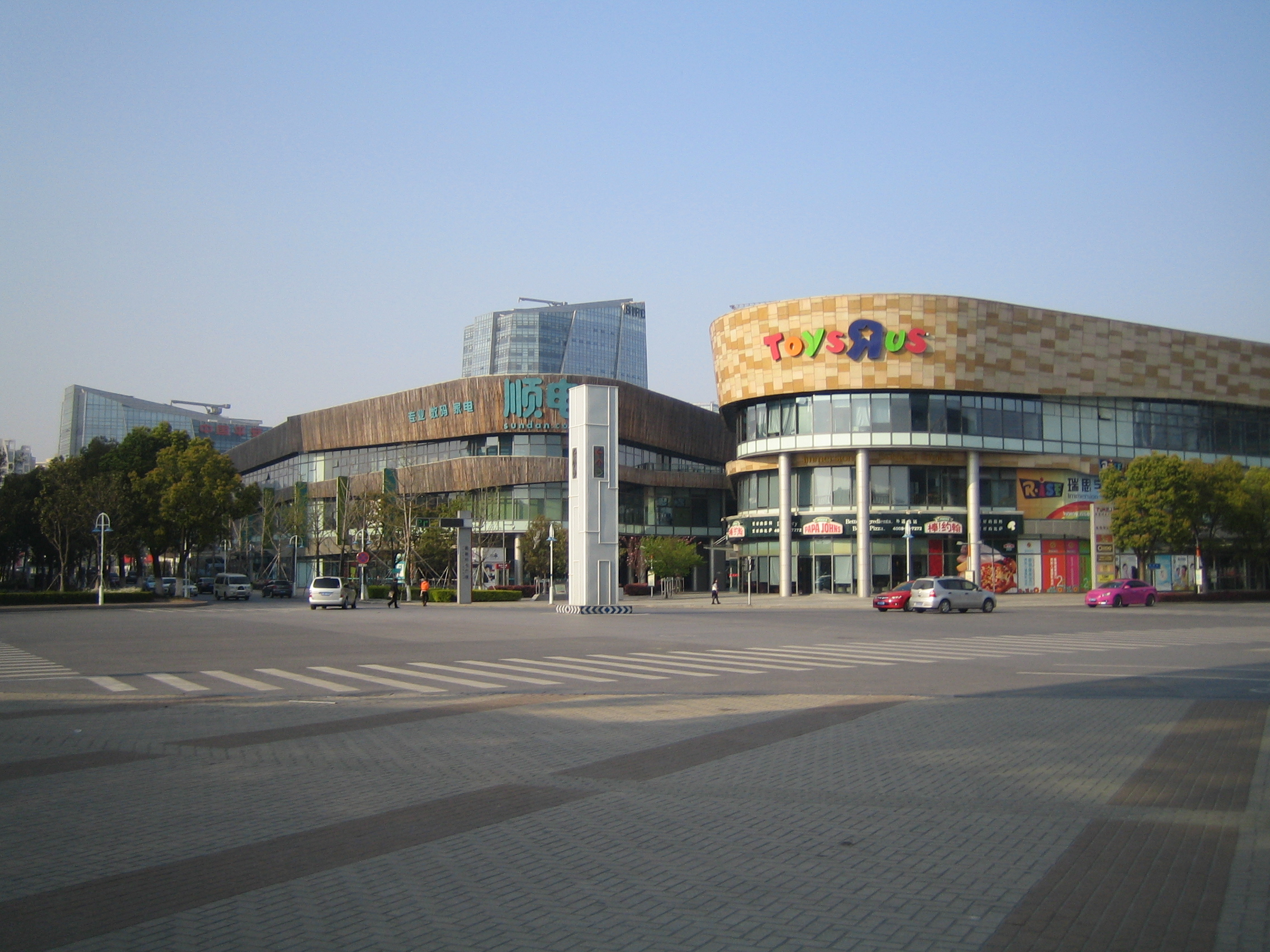
顺电於苏州市圆融时代广场分店

深圳市顺电连锁股份有限公司（简称：顺电；新三板：831321，简称：顺电股份），是中國的一家連鎖型家電銷售企業，於1992年5月在深圳市华强北上步工业区創辦。現時在深圳、中山、惠州、北京、苏州、廣州、南京等城市設立分店，并拥有多个家电医院和区域配送中心。2004年进入深圳市民营企业50强。2005年年销售额16.5亿元，成為广东省规模最大的本土家电连锁企业。
2014年11月12日，公司成功在被誉为“中国版纳斯达克”的新三板挂牌上市。
2017年，公司实现营业收入29.16亿元，同比增长0.6%；净利润2150.97万元，同比下滑40.71%。